# قوة سوداء

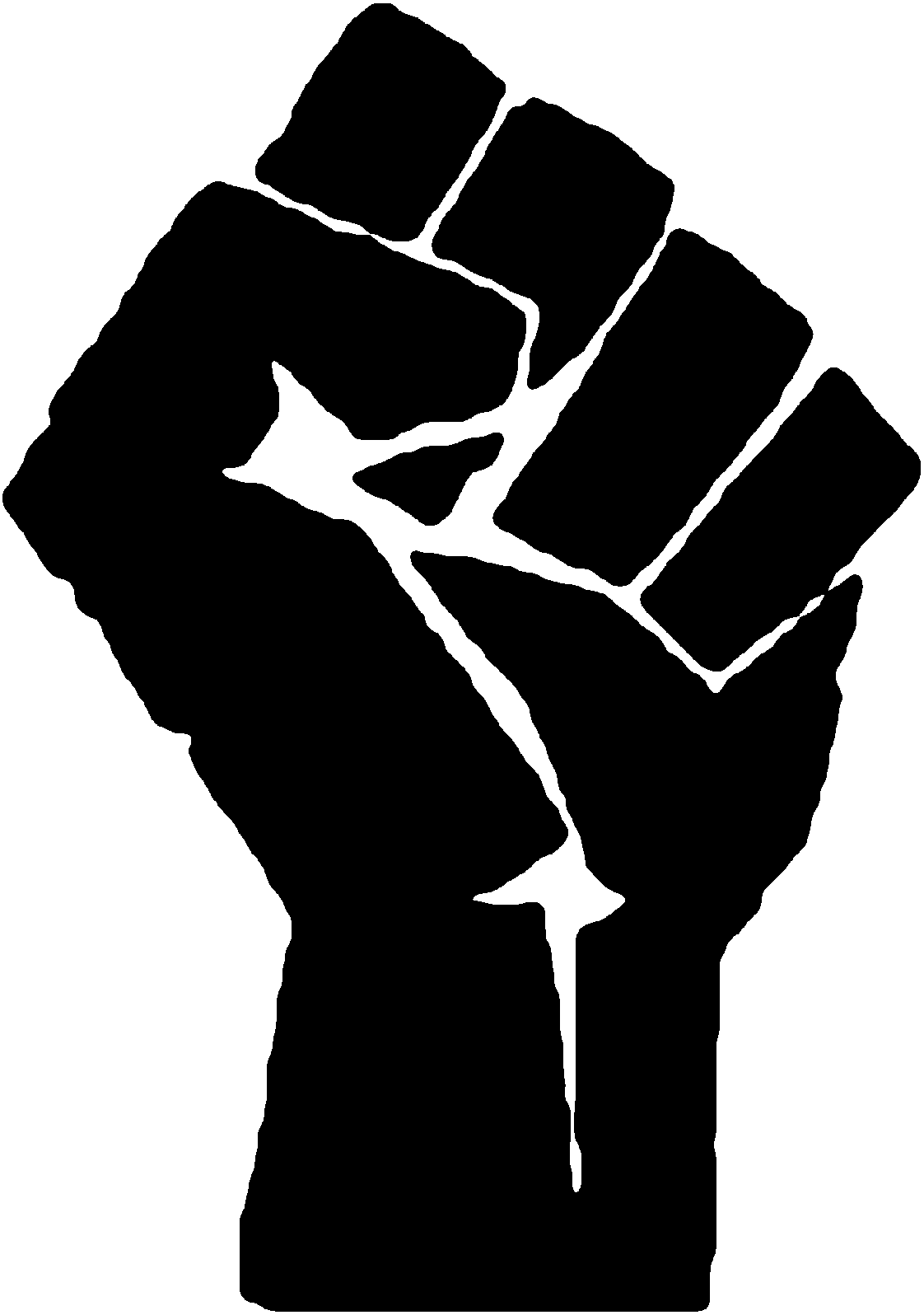

القوة السوداء: هو شعار سياسي واسم يرتبط بالعديد من الأيديولوجيات الهادفة إلى منح حق تقرير المصير للناس من ذوي الأصول الأفريقية. يُستعمل هذا المصطلح أساسًا ولكنه غير محصور بالأمريكيين الأفارقة في الولايات المتحدة. برزت حركة القوة السوداء في أواخر ستينيات القرن الماضي وبداية السبعينيات، مؤكدة على الفخر العرقي وإنشاء مؤسسات سياسية وثقافية سوداء تهدف إلى تعزيز المصالح المشتركة للسود ورعايتها والارتقاء بقيمهم.
تتألف أسس شعار القوة السوداء من عدة أيديولوجيات تهدف إلى منح حق تقرير المصير للناس من ذوي الأصول الأفريقية في الولايات المتحدة. تنص القوة السوداء على خلق السود هويتهم الخاصة بصرف النظر عن خضوعهم لعوامل اجتماعية موجود سابقًا.
يعبر شعار «القوة السوداء» عن طيف واسع من الأهداف السياسية، من الحماية ضد الاضطهاد العرقي إلى إنشاء مؤسسات اجتماعية ونظام اقتصادي ذي اكتفاء ذاتي، يتضمن متاجر كتب مملوكة من قبلهم، وتعاونيات ومزارع ووسائل إعلام. إلا أن الحركة تعرضت للنقد نتيجة تحولها عن التيار الأساسي لحركة الحقوق المدنية، نتيجة موقفها الداعم للعزل العنصري وتأكيد تفوق السود على بقية الأعراق.

## التأثير

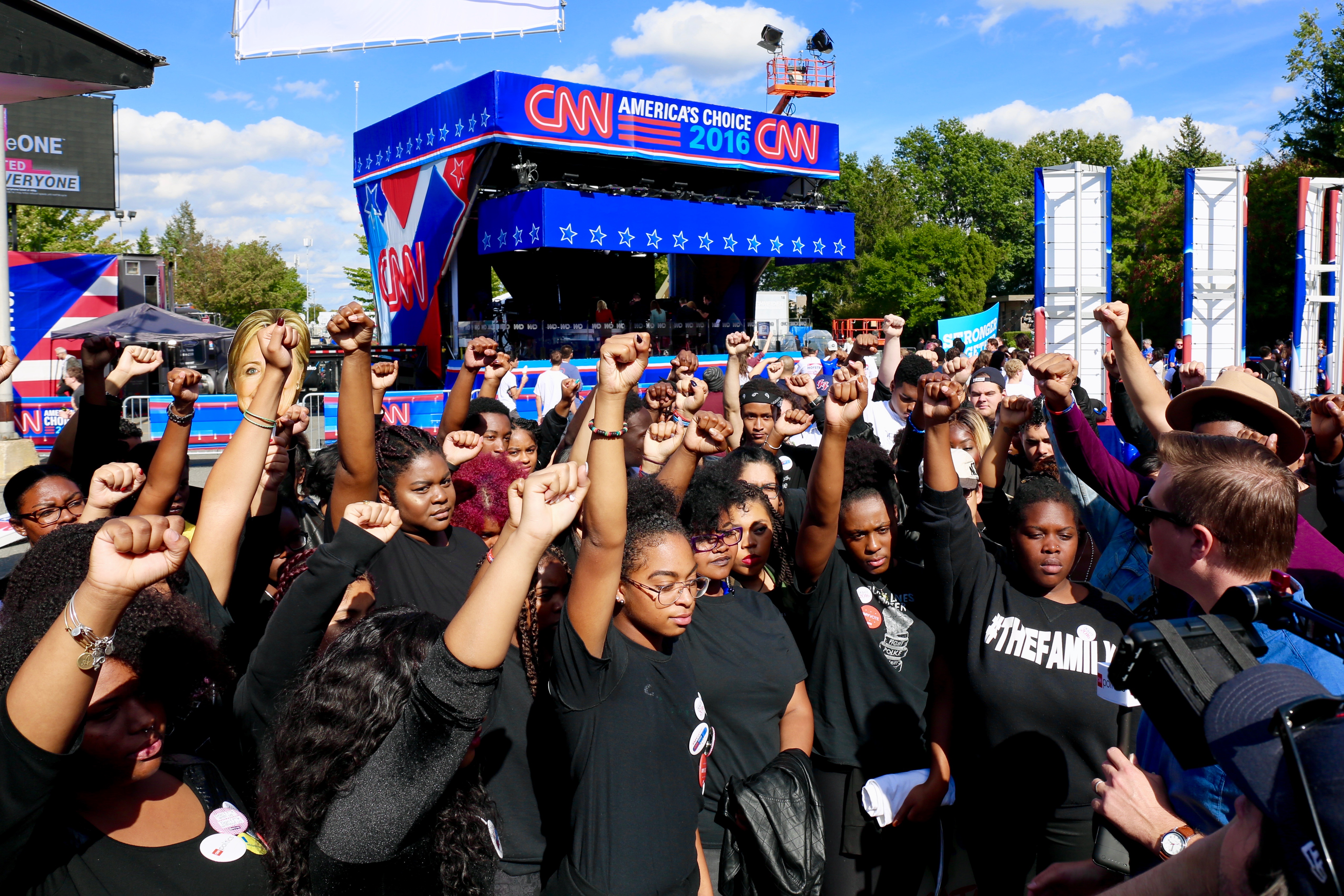
أعضاء الحركة الاحتجاجية لـ Black Lives Matter يتحدثون مع المراسلين في حرم جامعة هوفسترا قبل أول مناظرة رئاسية ليلة الاثنين.

على الرغم من بقاء المصطلح غير دقيق ضمن نزاع عليه وعلى الرغم من تراوح الأشخاص الذين استعملوه من كونهم رجال أعمال للدفع بالرأسمالية السوداء إلى الأمام إلى ثوريين ارتأوا فيه نهاية للرأسمالية، فإن القوة السوداء أبدت تأثيرًا واضحًا. إذ ساعدت في دعم المؤسسات الاجتماعية المستقلة في ذاتها والتي لا تعتمد على البيض، وحثّت الكلّيات والجامعات على البدء في برامج الدراسات الأفريقية وحشد الناخبين السود وتعزيز الفخر العرقي والتقدير الذاتي.
حدثت واحدة من أكثر العروض المذهلة وغير المتوقعة للقوة السوداء خلال الألعاب الأولمبية الصيفية لعام 1968 في مكسيكو سيتي. إذ ارتدى كل من تومي سميث الحائز على الميدالية الذهبية وجون كارلوس الحائز على الميدالية البرونزية -بعد إتمامهما سباق ال200 متر- شارات المشروع الأولمبي لحقوق الإنسان ورفعا قبضة أيدهم عاليًا وهما ينصتان للنشيد الوطني. كان برفقتهما آنذاك الحاصل على الميدالية الفضية بيتر نورمان، وهو عدّاء أسترالي أبيض، ارتدى أيضًا شارة المشروع الأولمبي لحقوق الإنسان ليظهر دعمه للمتسابقين الأفريقيين الآخرين.

### التأثير على سياسات السود
على الرغم من عدم علاج القوة السوداء للمشاكل السياسية التي واجهها الأمريكيون الأفارقة في ستينيات القرن الماضي وسبعينياته، ساهمت الحركة في تنمية سياسيات السود على كلا الصعيدين المباشر وغير المباشر. تشكلت القوة السوداء بوصفها حركة معاصرة لحركة الحقوق المدنية، وهو ما أشار إليه عالم الاجتماع هربرت هاينس باعتباره «تأثيرًا جنحيًا راديكاليًا إيجابيًا» على الشؤون السياسية في الستينيات. على الرغم من النزاع الحاصل بين حركة الحقوق المدنية وحركة القوة السوداء، تشير دراسة هاينس إلى العلاقة بين الراديكاليين السود وحركة الحقوق المدنية بخلق القوة السوداء «أزمة في المؤسسات الأمريكية جعلت جدول الأعمال التشريعي لمنظمات سائدة محترمة وواقعية وعملية» أكثر جذبًا للسياسيين. على هذا النحو، يمكن القول بأن الرسائل الأكثر حدّة والمعارضة من قبل حركة القوة السوداء ساهمت في تعزيز موقع المساومة للعديد من النّشطاء المعتدلين الآخرين. التمس ناشطو القوة السوداء السياسة بفطنة وتنوع وحيوية وإبداع، فشكلوا بذلك الطريق أمام الأجيال المستقبلية بتعاملهم مع قضايا المجتمع الأمريكي. استفاد هؤلاء الناشطون من الوعي الشعبوي الأخير حول الطبيعة السياسية للقمع، والذي كان ركيزة أساسية لحركة الحقوق المدنية، مطوّرين بذلك عددًا من المجالس الانتخابية وجمعيات الحركات الشعبية الاجتماعية لمعالجة الوضع.
يعتبر المؤتمر السياسي الوطني للسود الذي عُقد من 10 إلى 12 مارس من عام 1972 نقطة تاريخية هامة في حقبة سياسية القوة السوداء. بانعقاده في غاري (إنديانا)، التي تُعتبر مدينة رئيسة للسود، تضمن المجلس مجموعة واسعة من الناشطين السود، إلا أن المؤتمر أقصى البيض تمامًا. تعرض المؤتمر للنقد من قبل روي ويلكينز من الجمعية الوطنية للنهوض بالملونين نظرًا لنزعته العنصرية. حضّر المندوبون أجندة وطنية سياسية للسود بأهداف واضحة تضمنت عددًا متناسبًا من الممثلين السود في الكونغرس، والسيطرة الاجتماعية على المدارس، إضافةً إلى ضمان صحي اجتماعي وأشياء أخرى. على الرغم من عدم خروج المؤتمر بأي سياسات مباشرة، ارتقى بأهداف حركة القوة السوداء وأنعش المشاركين بروح ملأى بالإيمان حول إمكانية الوحدة وحق تقرير المصير. في ملاحظة ختامية للمؤتمر، تتناول فيها مثاليته المفترضة وتقول: «لقد اضطررنا خلال كل لحظة حرجة من معاناتنا في أمريكا إلى تجاوز حدود الواقع بلا هوادة، هادفين إلى خلق أوجه جديدة للواقع من أجل شعبنا. هذا هو التحدي أمامنا في غاري وما بعدها، إذ إن السياسات السوداء الجديدة تتطلب رؤية جديدة وأملًا جديدًا وتعريفات جديدة لما هو ممكن. لقد آن أواننا. كل الأشياء ضرورية. كل شيءٍ ممكن». على الرغم من عدم خروج هذا النوع من النشاط السياسي بسياسة مباشرة، فإنه أخرج نماذج سياسيات لحركات لاحقة، وعزز من مشاريع سياسية موالية للسود وقدِم بمشاكل حساسة ووضعها أمام السياسة الأمريكية. في طبيعتها المواجهة والمعارضة غالبًا، أدارت حركة القوة السوداء نقاشًا ضمن مجتمع السود والمجتمع الأمريكي بأكمله حول القضايا العرقية والمواطنة والديمقراطية تحت اسم «طبيعة المجتمع الأمريكي وموضع الأمريكيين الأفارقة ضمنه». تعود حدة النقاش المستمرة حول نفس هذه القضايا السياسية والاجتماعية إلى تأثير حركة القوة السوداء في إيقاظ الوعي السياسي وعواطف المواطنين.

### التأثير على حركات أخرى
على الرغم من كون أهداف الحركة عرقية بشكل خاص، كان معظم تأثير الحركة جليًا عبر تأثيرها على التطوير والخروج باستراتيجيات لحركات سياسية واجتماعية لاحقة. عبر إيقادها وتغذيتها الجدل حول طبيعة المجتمع الأمريكي، استحدثت حركة القوة السوداء ما فسرته جماعات من الأقليات وأخرى متعددة الأعراق بأنه نموذج حي حول إعادة الهيكلة الشاملة للمجتمع. عبر فتحها نقاشًا حول المشاكل التي تعترض طريق المساواة والديمقراطية، أضاءت حركة القوة السوداء الطريق لحركات عدالة اجتماعية متعددة متنوعة، بما فيها النسوية السوداء والحركات البيئية والتمييز الإيجابي وحقوق المثليين والمثليات. كانت سياسات الهوية وعدم المساواة الهيكلية ركيزة لهذه الحركات، وهي سمات انبثقت من حركة القوة السوداء. نظرًا لتضخيم حركة القوة السوداء وتعظيمها لهوية السود، اضطر الناشطون في الحركة إلى مواجهة قضايا مثل الجنس والطبقية كذلك. نشط العديد من ناشطي حركة القوة السوداء في حركات أخرى شبيهة. يمكن رصد نفس الحالة في الموجة الثانية من حركة المطالبة بحقوق المرأة، والتي كانت حركة مدبّرة ومغذاة من أجل طبقة معينة من النساء اللواتي يعملن في صفوف ائتلاف حركة القوة السوداء. أصبحت الحدود الفاصلة بين الحركات الاجتماعية غير واضحة بشكل متزايد في نهاية الستينيات وخلال السبعينيات من القرن الماضي؛ حيث انتهت حركة القوة السوداء ولم تعد تغدو بدايات حركات اجتماعية أخرى واضحة.